# Faunis arcesilas
Faunis arcesilas är en fjärilsart som beskrevs av Hans Ferdinand Emil Julius Stichel 1933. Faunis arcesilas ingår i släktet Faunis och familjen praktfjärilar. Inga underarter finns listade i Catalogue of Life.